# 克雷格·史蒂芬·懷特
克雷格·史蒂芬·懷特（英語：Craig Steven Wright，1970年10月—），澳大利亞電腦科學家、商人與自稱是比特幣發明者中本聰假名的背後真實人物。2015年12月，《連線》與Gizmodo分別進行調查，認為懷特可能就是比特幣的發明者。然而在隨後的報導當中，嚴重懷疑懷特正在進行一場精心的騙局。
在《連線》出版這份報導的數小時後，懷特位於新南威爾斯州高登的家，以及位於雪梨賴德市的相關營業場所，皆遭到澳大利亞聯邦警察的搜索。根據警方說法，此次搜查是澳大利亞稅務局偵查行動的一部份。
2016年5月2日，懷特自己公開透露，他就是比特幣的創始者。此次說法是在比特幣基金會創始總監喬恩·馬特尼斯（Jon Matonis）的部落格文章中證實，當中記載「在我存有的加密證據顯示，克雷格使用了從#1區與#9區新生成的錢幣，簽署並認證了一段訊息（第一次交易給哈爾·芬尼〔〕）。」但后来有人指出怀特只是把一个著名比特币交易中的签名数据直接复制出来了而已，而比特币的所有交易訊息（尤其是数位签名）本来就是完全公开的，把本就是公开的数字签名复制粘贴一遍这种事情任何人都可以做到，所以无法证明他是中本聪。
最關鍵證明是匯入比特幣至2009年的比特幣第一筆交易地址，該地址被視為是中本聰所有，並要求表演匯回，BBC記者將0.017個比特幣匯入，但最終沒有匯回。之後克雷格宣布放棄證明自己是中本聪，並發表了一篇顧左右而言他的部落格文章。
2018Deconomy会议期间主办了一个叫“Bitcoin, Controversy over Principle”的座谈会，邀请了曾自称是比特币创始人中本聪的澳大利亚人 Craig Wright 做了主题 Lightning Network 演讲，被以太坊创始人 Vitalik Buterin 称为骗子。闪电網路作者指出他的演讲不知所云。
2019年8月26日，懷特因涉嫌伪造合約，将戴夫·克萊曼资产和公司转让给自己，被美国佛罗里达南区联邦地区法院判決懷特须将持有的50%的比特幣和相关知识产权交予戴夫·克萊曼遺屬。